# صحراء كوير
صحراء كوير (بالفارسية: دشت کویر) هي صحراء تقع في وسط الهضبة الإيرانية تبلغ مساحتها 77,600 كيلو متر مربع (30,000 ميل مربع) مما يجعلها الصحراء 24 من حيث المساحة في العالم. وتمتد من جنوب صحراء لوط إلى جبال البرز في الشمال، تتوسط الصحراء هضبة إيران وتتميز بأنها صحراء ملحية وتغطي محافظات إيران التالية:

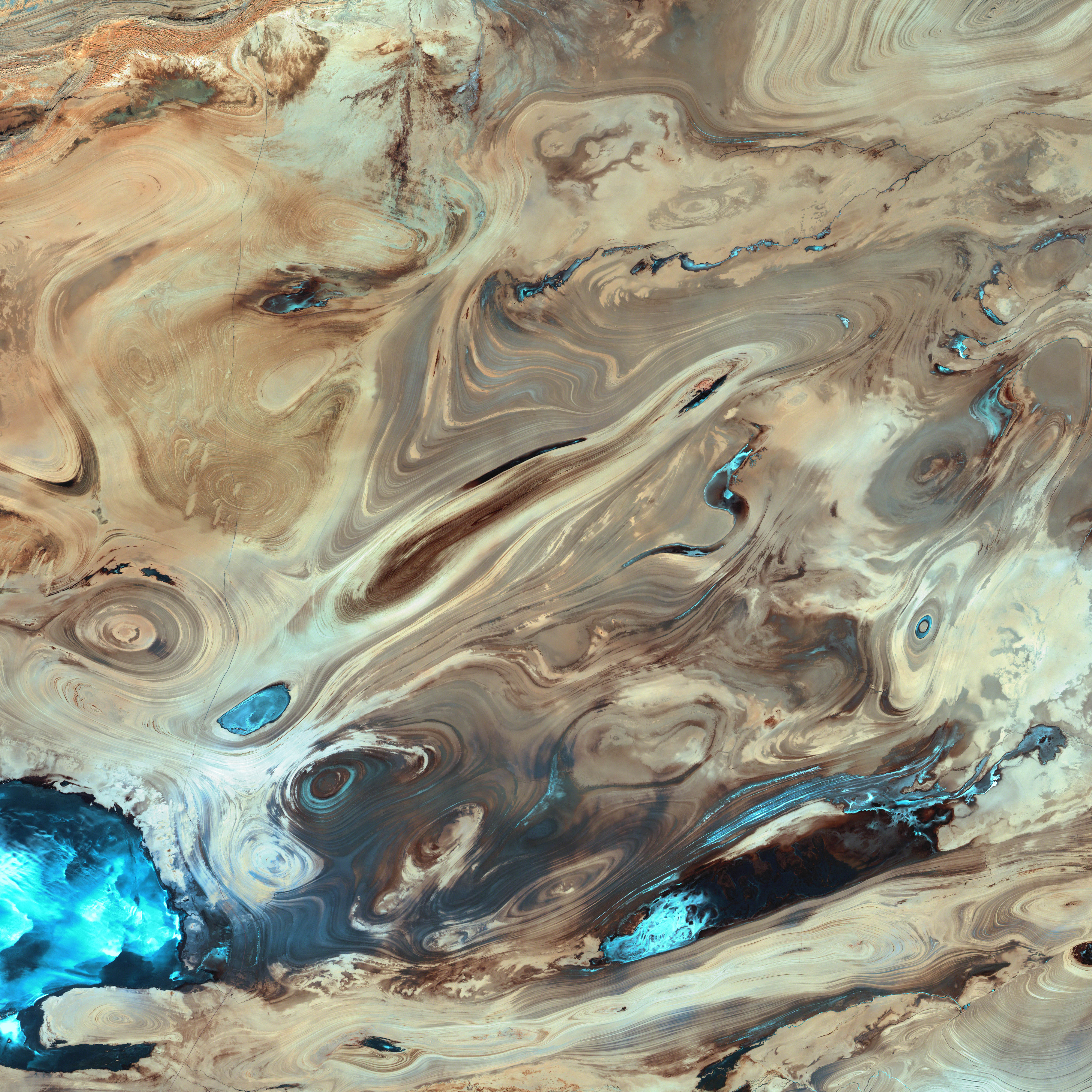
صورة فضائية لصحراء كوير

- محافظة طهران
- أصفهان
- محافظة يزد
- محافظة سمنان